# 修德顺
修德顺（1989年2月1日—），青岛人，中国国际象棋棋手。2011年获得国际象棋特级大师称号。
修德顺曾获得2009年泰国国际公开赛冠军，2013年马来西亚公开赛冠军。2014年，他代表中国队出战夺得了亚洲国际象棋团体金牌，并获个人台次金牌。